# جميلة علم الهدى
جميلة سادات علم الهدى (بالفارسية: جمیله‌سادات علم‌الهدی) أو جميلة علم الهدى (1965–) كاتبة وباحثة إيرانية وكانت زوجة إبراهيم رئيسي منذ عام 1983، والذي أصبح رئيسًا لإيران حتى وفاته في حادث تحطم طائرة هليكوبتر في 19 مايو من عام 2024. 

## الحياة المهنية
حصلت جميلة على الدكتوراه في مجال فلسفة التربية من جامعة تربية مدرس عام 2001. أصبحت عضوًا في هيئة التدريس بقسم القيادة والتطوير التربوي بكلية العلوم التربوية وعلم النفس بجامعة الشهيد بهشتي وهي الآن أستاذة مشاركة. تقوم بتدريس مقررات مثل فلسفة التعليم العالي والأنثروبولوجيا في الإسلام وطرق التدريس والأسس النظرية للإدارة التربوية والمدارس الفلسفية ووجهات النظر التربوية في دورة الدكتوراه بجامعة الشهيد بهشتي.
كانت جميلة مديرةً لمعهد بحوث العلوم الإنسانية. أسست معهد الدراسات الأساسية للعلوم والتكنولوجيا بجامعة الشهيد بهشتي عام 2013 وهي مديرته. يتولى هذا المعهد البحثي مهمة تقديم نماذج سياسات العلوم والتكنولوجيا بناءً على فهم وتقييم الجوانب المعرفية والاجتماعية للعلوم والتكنولوجيا. وفي مارس 2020، تم تعيينها أمينة سر "مجلس تحويل وتجديد النظام التعليمي في البلاد" من قبل المجلس الأعلى للثورة الثقافية.
انتشر في وسائل الإعلام مقطع خطاب لجميلة في مؤتمر دولي حاولت فيه التحدث باللغة الإنجليزية لكنها لم تكن تتقنها.

## الحياة الشخصية
جميلة هي الابنة الكبرى لأحمد علم الهدى، إمام الجمعة في مشهد وعضو مجلس الخبراء. عندما كانت في الثامنة عشرة من عمرها تزوجت من إبراهيم رئيسي في عام 1983. كان للزوجين ابنتان، إحداهما حاصلة على درجة الدكتوراه في علم الاجتماع من جامعة طهران والأخرى على البكالوريوس في الفيزياء من جامعة شريف التكنولوجية.